# 聖母子と二人の奏楽天使

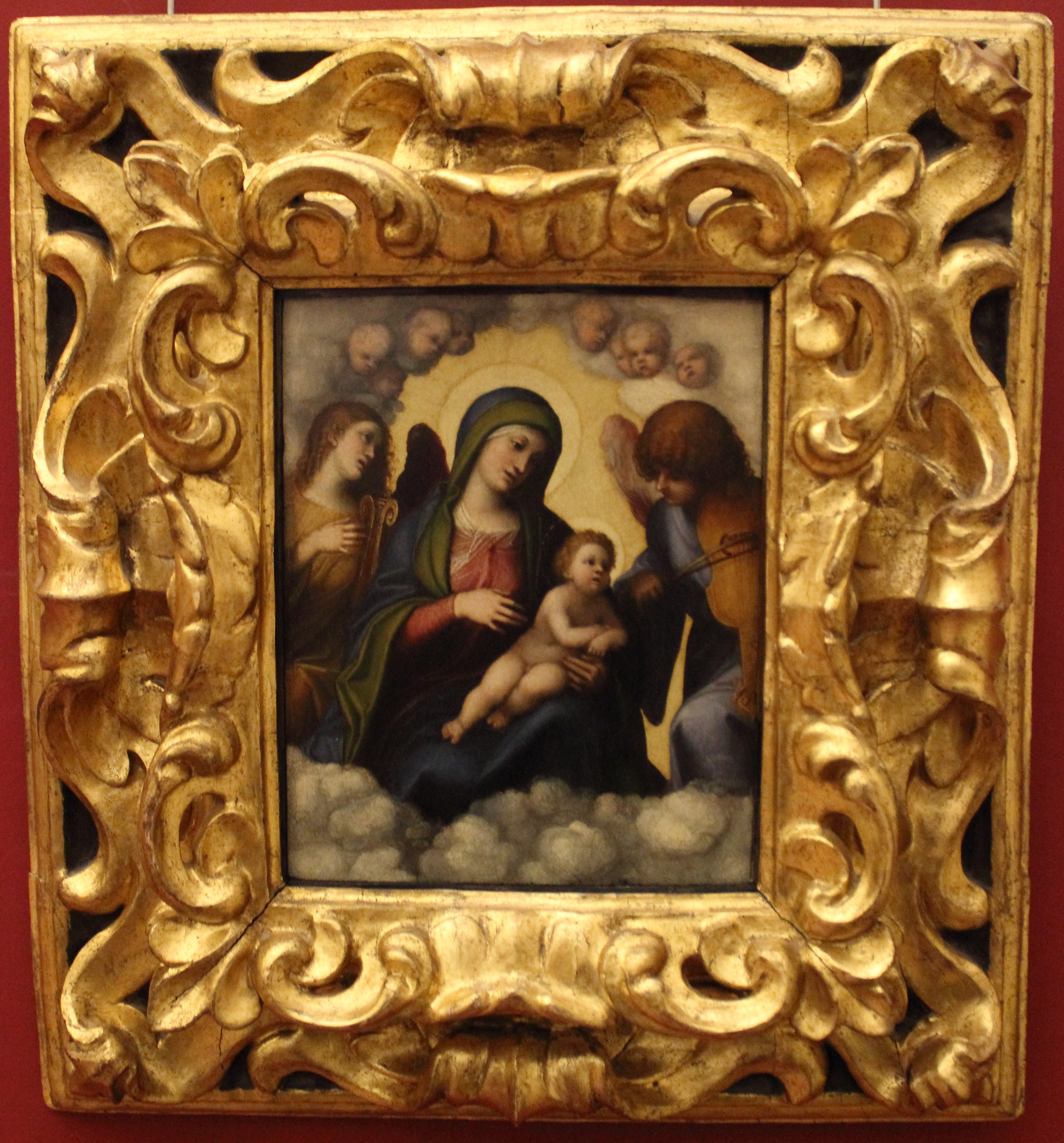
修復後に展示された『聖母子と二人の奏楽天使』。

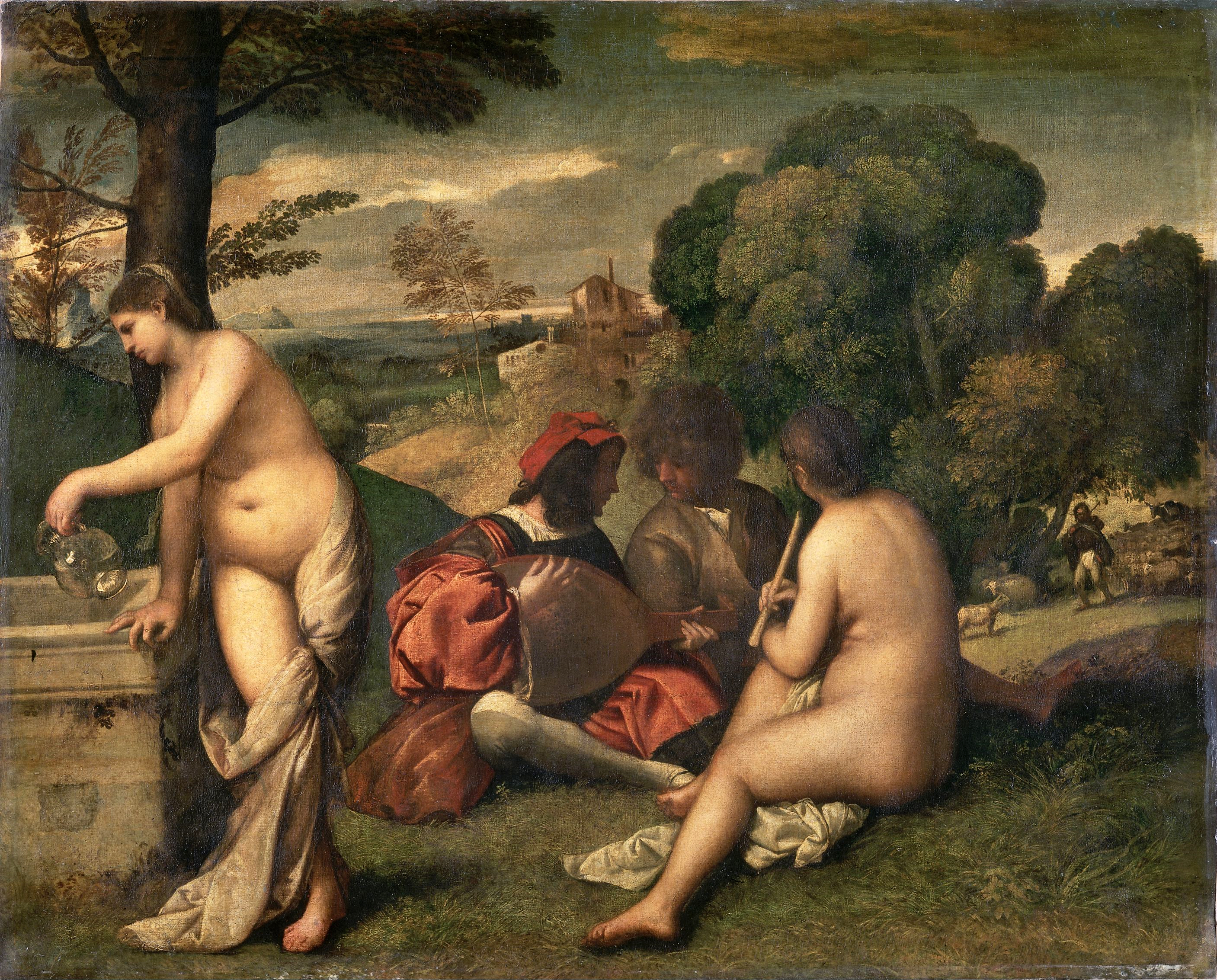
ジョルジョーネないしティツィアーノ・ヴェチェッリオの『田園の奏楽』。

『聖母子と二人の奏楽天使』（せいぼしとふたりのそうがくてんし、伊: Madonna col Bambino tra due angeli musicanti, 英: Madonna with child and two angel musicians）は、ルネサンス期のイタリアの画家コレッジョが1515年ごろに制作した絵画である。油彩。現存するコレッジョ作品の中で最も小さなサイズの絵画で、17世紀に枢機卿レオポルド・デ・メディチのコレクションとなっていたことが知られている。その後、長い間ティツィアーノ・ヴェチェッリオの作と考えられていたが、19世紀後半に美術史家ジョヴァンニ・モレッリによってコレッジョに帰属された。現在はフィレンツェのウフィツィ美術館に所蔵されている。

## 制作年
モレッリは本作品をコレッジョの初期の作品と見なし、1510年から1512年の間に位置づけた。1970年、美術史家アルトゥーロ・カルロ・クィンタヴァレは1500年以前の作品と考えたが、1993年にディ・ジャンパオロ（Di Giampaolo）とムッツィ（Muzzi）は1513年から1514年の『キリスト降誕』よりも後の作品とし、デビッド・エクセルディアン（David Ekserdjan）はさらに年代を下げて、1515年から1516年ごろに位置づけている。

## 作品
聖母マリアは幼児キリストを腕に抱き、穏やかな視線で見つめている。聖母の首まわりには薄く透きとおったヴェールが結ばれている。聖母子の両側には2人の天使がおり、それぞれ異なる楽器を演奏している。画面左側の天使は極端な短縮法を用いて描かれたリュラを弾いている。右側の天使は生き生きとした様子でヴァイオリンを演奏しているが、天使は完全にキリストの方に顔を向け、キリストもまた聖母の腕から身を乗り出して、天使の演奏するヴァイオリンの音色に耳を澄ませている。絵画の下辺部には柔らかな雲が広がり、上辺部で群れをなしている雲状のケルビムは聖母子の輝きで照らされている。
右側の天使は一説によるとジョルジョーネないしティツィアーノの作品とされる『田園の奏楽』（Adorazione dei pastori Allendale）の若い奏楽者を思い起こさせると指摘されている。構図の完璧な調和と、甘美なタッチで塗られた混合色を引き立てる、赤、オリーブ色、深い青などのきらめくような色彩、幾何学的な空間表現の放棄など、初期のジョルジョーネ的画風からの脱却とコレッジョの明瞭な個性の萌芽が認められる。
現在の壮麗な額縁は本来は別の作品を納めるためのものであったため、本作品よりも大きなサイズとなっている。そのため年代は定かではないが絵画の四辺に平縁が追加されていた。

## 来歴
本作品と思われる絵画が最初に記録に現れるのは1650年のメディチ家の目録である。そこには「我らが主キリストを抱える小さなマリア像」なる作品が記録されているが、続けてティツィアーノの作で模写のために工房に置かれていたと記されている。そこでこの作品が本作品と同一のものであるとすると、レオポルド・デ・メディチが所有する以前からティツィアーノの作品とされていたことになる。その後、1675年のレオポルドの死に際して作成された財産目録では帰属なしで記載されており、一般的にはこの記録が最初の記録とされている。1688年には装飾のない黒い額縁に入った状態で、ピッティ宮殿の貴重品収蔵室の前室にあると言及されたのち、1761年の目録まで現れない。この記録の空白はおそらく1691年にアンナ・マリーア・ルイーザ・デ・メディチがプファルツ選帝侯ヨハン・ヴィルヘルムと結婚した際に、その他の貴重品とともにデュッセルドルフに持ち込まれたが、夫を失ったアンナ・マリーアが帰国した折にフィレンツェに戻って来たのではないかと考えられている。1776年にはヴェッキオ宮殿から貴重品収蔵室に返還され、さらに1708年にはティツィアーノ作としてウフィツィ美術館に移管された。1877年、カヴァルカセッレによってようやくティツィアーノの帰属が改められ、ロンバルディア派と関連づけられた。そして1886年にジョヴァンニ・モレッリによってコレッジョに帰属された。

## 修復
2000年のマリオ・チェレジアによる修復で画面下の雲をはじめとして鮮やかな色彩が取り戻された。また聖母と天使の顔までおよんでいた虫食いの穴や欠損を隠すための古い加筆が除去された。